# 20 km de Paris
Les 20 km de Paris ou Vredestein 20 km de Paris est une épreuve de course à pied de 20 km, organisée chaque année depuis 1979 dans les rues de Paris. L' association loi de 1901 « 20 Kilomètres de Paris » l'organise depuis 2015.

## Histoire
En 1979, Michel Jazy, athlète spécialiste des épreuves de course de fond en France, a l'idée de créer une grande course populaire à travers Paris. C'est l'ASCAIR, association sportive et culturelle de l'air qui est chargée de son organisation en partenariat avec la Mairie de Paris et le Ministère des Sports.
La première édition des 20 km de Paris a lieu le 28 octobre 1979 et réunit 8 000 coureurs. Chez les hommes, le Néerlandais Bram Wassenaar s'impose alors en 1 heure 1 minute et 30 secondes alors que la Française Chantal Navaro s'impose chez les femmes en 1 heure 11 minutes et 29 secondes.
Depuis, la popularité de la course ne s'est jamais démentie et le nombre de participants est en constante augmentation. Les organisateurs ont quand même limité le nombre d'inscrits à 31.000 participants pour garder une bonne fluidité sur le parcours.
En septembre 2015, à la suite de la fusion de plusieurs clubs de la Défense, l’ASCAIR disparait et l’assemblée générale du 25 août décide de transférer les activités de la course à l’association « 20 Kilomètres de Paris » nouvellement créée.

## Parcours
Depuis ses débuts, le départ de la course se fait au pied de la Tour Eiffel.
Actuellement, les coureurs se placent sur le Pont d'Iéna face au Trocadéro puis partent à l'est sur l'avenue de New-York jusqu'au pont de l'Alma et remontent ensuite vers la place Charles-de-Gaulle par l'avenue Marceau. Ce départ pénible est cependant l'unique difficulté d'un parcours célèbre pour sa beauté et son absence de dénivelé. En effet, après une longue boucle relativement agréable dans le Bois de Boulogne, les coureurs longent la Seine sur la rive droite jusqu'au Pont Royal, traversent puis longent la Seine sur la rive gauche dans l'autre sens jusqu'au retour à la Tour Eiffel où se trouve la ligne d'arrivée. Ce parcours permet de passer à proximité d'un grand nombre de monuments et en particulier le Palais de la découverte, le Grand palais, le Louvre, le musée d'Orsay, le palais Bourbon ou encore le tout nouveau musée des arts et civilisations d'Afrique, d'Asie, d'Océanie et des Amériques.
L'organisation met en place un ravitaillement et un chronométrage intermédiaire tous les 5 kilomètres (5, 10, 15 et arrivée), avec des animations musicales sur le village et tout au long du parcours.

## Records
Depuis 2002, la course est labellisée par la Fédération française d'athlétisme (FFA) et le parcours mesure donc précisément 20 kilomètres. Les records ne sont donc pris en compte qu'à partir de cette date car durant les premières éditions les écarts de distance d'une année sur l'autre étaient relativement importants. En 1985 notamment, les 4 premiers au scratch ont été chronométrés en dessous des 57 minutes.
En 2005, le Kényan Evans Kiprop Cheruiyot établit le record officiel de la course en 57 minutes et 19 secondes. Chez les femmes, c'est également une Kényane, Rose Chelimo, qui possède le record officiel en 1 heure 5 minutes et 1 seconde établi en 2014.

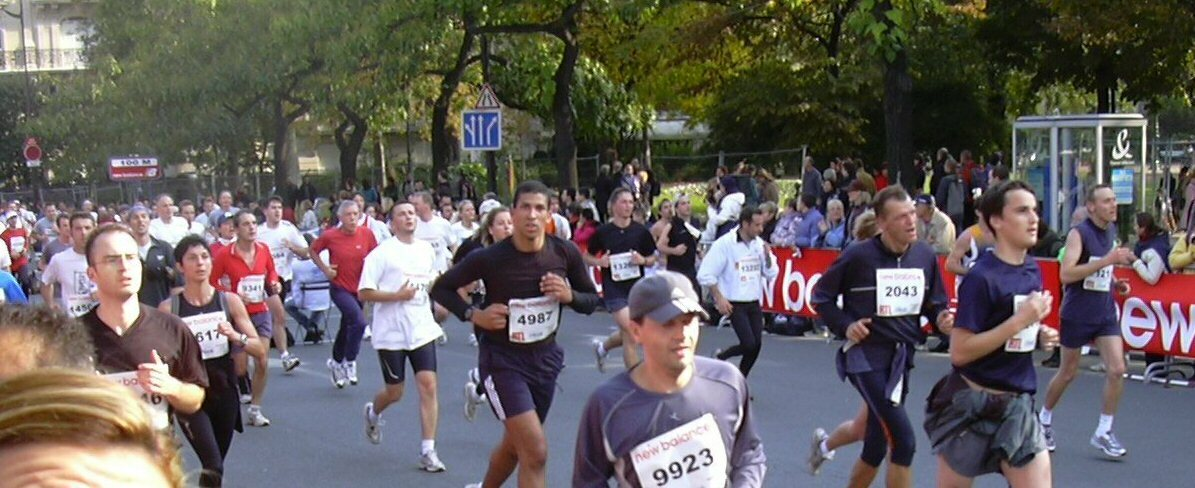
Coureurs amateurs lors de l'édition 2004

En 2021, Morhad Amdouni et Samira Mezeghrane signent le dernier doublé français.

## Palmarès
Record de l'épreuve

### Après labellisation de la FFA
| Date            | Hommes                     | Pays     | Temps       | Femmes                    | Pays     | Temps           |
| --------------- | -------------------------- | -------- | ----------- | ------------------------- | -------- | --------------- |
| 2022            | Yann Schrub                | France   | 58 min 4 s  | Cynthia Kosgei            | Kenya    | 1 h 7 min 3 s   |
| 2021            | Morhad Amdouni             | France   | 57 min 54 s | Samira Mezeghrane-Saad    | France   | 1 h 9 min 8 s   |
| 13 octobre 2019 | Enos Kales Kakopil         | Kenya    | 58 min 28 s | Naomi Jebet               | Kenya    | 1 h 8 min 22 s  |
| 14 octobre 2018 | Samuel Tsegay              | Érythrée | 58 min 20 s | Ophélie Claude-Boxberger  | France   | 1 h 9 min 41 s  |
| 8 octobre 2017  | Collins Chebii             | Kenya    | 58 min 28 s | Gebaynesh Ayele           | Éthiopie | 1 h 6 min 6 s   |
| 9 octobre 2016  | Morhad Amdouni             | France   | 59 min 19 s | Etagegne Woldu            | Éthiopie | 1 h 6 min 31 s  |
| 11 octobre 2015 | Stephen Ogari              | Kenya    | 59 min 11 s | Nancy Chepngetich Kimaiyo | Kenya    | 1 h 6 min 3 s   |
| 12 octobre 2014 | Muhajr Haredin Sraj        | Éthiopie | 58 min 28 s | Rose Chelimo              | Kenya    | 1 h 5 min 1 s   |
| 13 octobre 2013 | Tebalu Zawude              | Éthiopie | 58 min 7 s  | Sarah Chepchirchir        | Kenya    | 1 h 5 min 3 s   |
| 14 octobre 2012 | Ezechiel Nizigiymana       | Burundi  | 58 min 12 s | Cynthia Jerotich          | Kenya    | 1 h 5 min 38 s  |
| 9 octobre 2011  | John Nzau Mwangangi        | Kenya    | 58 min 15 s | Sarah Chepchirchir        | Kenya    | 1 h 6 min 7 s   |
| 10 octobre 2010 | John Nzau Mwangangi        | Kenya    | 58 min 9 s  | Rose Chelimo              | Kenya    | 1 h 7 min 27 s  |
| 11 octobre 2009 | Dieudonné Disi             | Rwanda   | 59 min 33 s | Meriem Wangari            | Kenya    | 1 h 5 min 30 s  |
| 12 octobre 2008 | Sammy Kirop Kitwara        | Kenya    | 57 min 42 s | Meriem Wangari            | Kenya    | 1 h 8 min 5 s   |
| 14 octobre 2007 | Musau Mwanzia              | Kenya    | 58 min 7 s  | Meriem Wangari            | Kenya    | 1 h 7 min 35 s  |
| 15 octobre 2006 | John Kyalo Kyui            | Kenya    | 59 min 23 s | Florence Chepkurui        | Kenya    | 1 h 10 min 52 s |
| 16 octobre 2005 | Evans Kiprop Cheruiyot     | Kenya    | 57 min 19 s | Dire Tune                 | Éthiopie | 1 h 8 min 17 s  |
| 17 octobre 2004 | Sammy Kipkosgei Chumba     | Kenya    | 59 min 36 s | Lenah Jemutai Cheruiyot   | Kenya    | 1 h 7 min 36 s  |
| 19 octobre 2003 | Sammy Kipkosgei Chumba     | Kenya    | 58 min 26 s | Mestawet Tufa             | Éthiopie | 1 h 6 min 29 s  |
| 13 octobre 2002 | Robert Kiprotich Cheruiyot | Kenya    | 57 min 38 s | Jeļena Prokopčuka         | Lettonie | 1 h 6 min 44 s  |

### Avant labellisation de la FFA
| Date            | Hommes               | Pays           | Temps          | Femmes                   | Pays             | Temps           |
| --------------- | -------------------- | -------------- | -------------- | ------------------------ | ---------------- | --------------- |
| 2 décembre 2001 | Philippe Remond      | France         | 1 h 2 min 17 s | Chantal Dällenbach       | France           | 1 h 10 min 50 s |
| 22 octobre 2000 | Francis Komu Wachira | Kenya          | 59 min 35 s    | Hellen Jemaiyo Kimutai   | Kenya            | 1 h 5 min 28 s  |
| 17 octobre 1999 | Domingos Castro      | Portugal       | 57 min 54 s    | Berhane Adere            | Éthiopie         | 1 h 6 min 36 s  |
| 18 octobre 1998 | Hendrick Ramaala     | Afrique du Sud | 57 min 46 s    | Hellen Kimaiyo Kipkoskei | Kenya            | 1 h 6 min 21 s  |
| 19 octobre 1997 | John Gwako           | Kenya          | 57 min 35 s    | Cristina Pomacu          | Roumanie         | 1 h 7 min 15 s  |
| 20 octobre 1996 | Elarbi Khattabi      | Maroc          | 58 min 22 s    | Joyce Chepchumba         | Kenya            | 1 h 7 min 33 s  |
| 15 octobre 1995 | Kenneth Cheruiyot    | Kenya          | 58 min 45 s    | Hellen Kimaiyo Kipkoskei | Kenya            | 1 h 7 min 26 s  |
| 16 octobre 1994 | Salah Hissou         | Maroc          | 58 min 20 s    | Iulia Negură             | Roumanie         | 1 h 8 min 4 s   |
| 17 octobre 1993 | Saïd Ermili          | Maroc          | 58 min 40 s    | Hellen Kimaiyo Kipkoskei | Kenya            | 1 h 6 min 37 s  |
| 18 octobre 1992 | Paul Arpin           | France         | 57 min 20 s    | Naděžda Iljina           | Russie           | 1 h 9 min 34 s  |
| 13 octobre 1991 | António Pinto        | Portugal       | 59 min 28 s    | Natalija Artjomová       | Union soviétique | 1 h 9 min 37 s  |
| 14 octobre 1990 | Mohammed Mourhit     | Maroc          | 59 min 15 s    | Dominique Rembert        | France           | 1 h 10 min 48 s |
| 22 octobre 1989 | António Pinto        | Portugal       | 58 min 46 s    | Rosa Mota                | Portugal         | 1 h 6 min 37 s  |
| 16 octobre 1988 | Pierre Lévisse       | France         | 59 min 33 s    | Maria Rebelo-Lelut       | France           | 1 h 9 min 44 s  |
| 18 octobre 1987 | Cor Lambregts        | Pays-Bas       | 59 min 31 s    | Agnes Pardaens           | Belgique         | 1 h 8 min 39 s  |
| 12 octobre 1986 | Ahmed Salah          | Djibouti       | 57 min 19 s    | Maria Rebelo-Lelut       | France           | 1 h 6 min 34 s  |
| 13 octobre 1985 | Colin Moore          | Royaume-Uni    | 55 min 51 s    | Susan Crehan             | Royaume-Uni      | 1 h 6 min 21 s  |
| 14 octobre 1984 | Pierre Lévisse       | France         | 57 min 22 s    | Sally-Ann Hales          | Royaume-Uni      | 1 h 8 min 20 s  |
| 16 octobre 1983 | Thierry Watrice      | France         | 57 min 15 s    | Joëlle De Brouwer        | France           | 1 h 7 min 14 s  |
| 17 octobre 1982 | Jacky Boxberger      | France         | 57 min 47 s    | Paula Fudge              | Royaume-Uni      | 1 h 6 min 19 s  |
| 18 octobre 1981 | Radhouane Bouster    | France         | 57 min 35 s    | Annick Loir-Lebreton     | France           | 1 h 9 min 58 s  |
| 19 octobre 1980 | Mike McLeod          | Royaume-Uni    | 1 h 2 min 53 s | Joëlle Audibert          | France           | 1 h 16 min 0 s  |
| 28 octobre 1979 | Bram Wassenaar       | Pays-Bas       | 1 h 1 min 30 s | Chantal Navarro          | France           | 1 h 11 min 29 s |